# Lella Artesi
Mirella Artesi, detta Lella (Bologna, 24 febbraio 1943), è una regista televisiva italiana.

## Programmi TV
- Crociera di miele (1981)
- M'ama non m'ama (1983-1985)
- Parola mia (1985-1988)
- La grande corsa (Rai 1, 1987)
- Pronto, è la Rai? (1987-1988)
- Emilio (1989-1990)
- Il gioco più bello del mondo (1990)
- Big! (1987-1993)
- Luna di miele (1992-1993)
- Solletico (1994-2000)
- Fantastica italiana (1995-2000)
- Alle due su Rai Uno (1999-2000)
- Voci in una notte di mezza estate (2002)
- Capodanno italiano (2006)
- Capodanno la notte degli angeli (2006)
- Tanti auguri, Katia! Trent'anni di carriera di Katia Ricciarelli (2006)
- Una voce per Padre Pio (2008)